# Gregorio Fosman

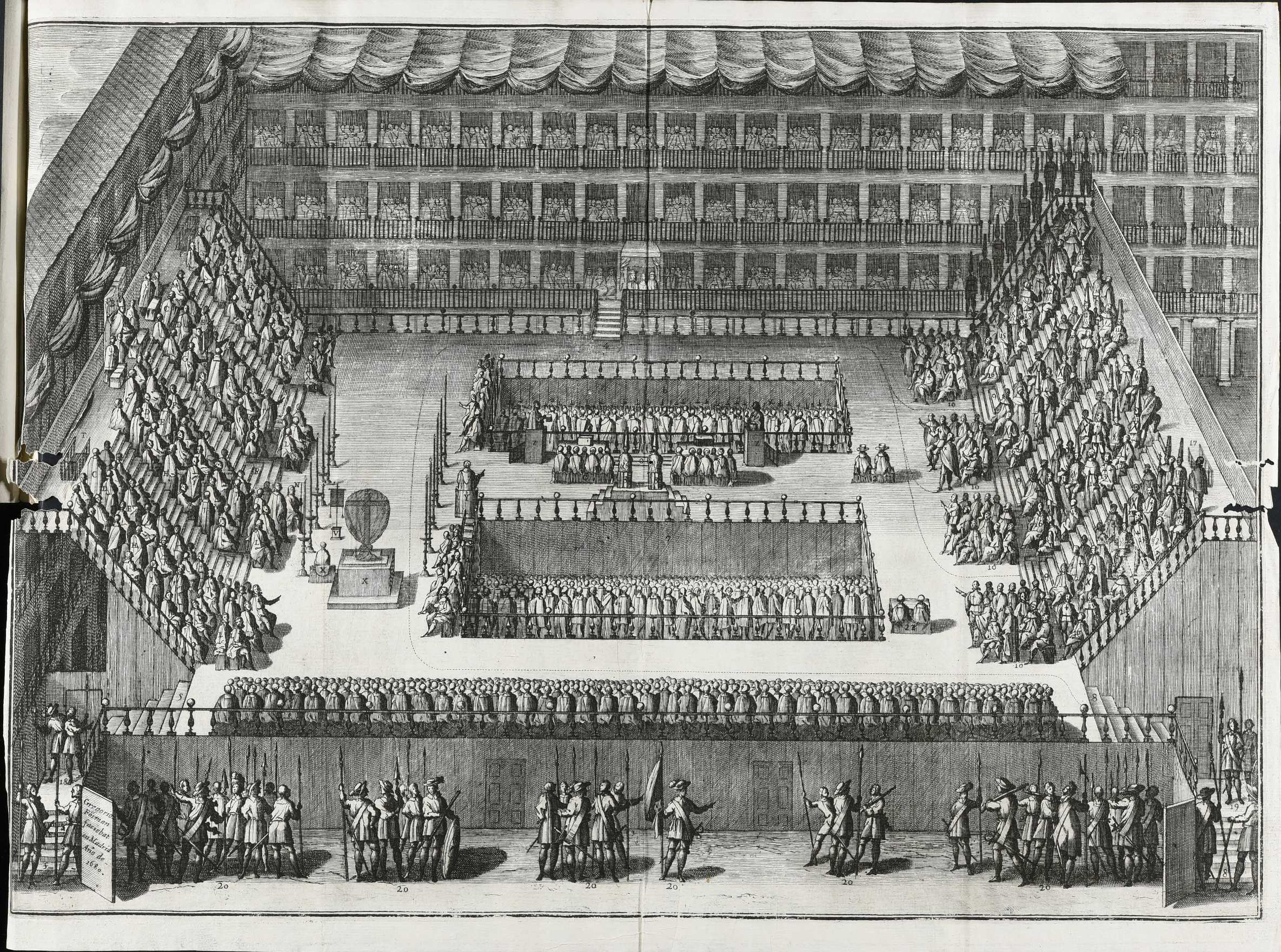
Auto de fe celebrado en la Plaza Mayor de Madrid, grabado calcográfico incorporado a la obra de José del Olmo, Relación histórica del auto general de fe que se celebró en Madrid este año de 1680, Madrid, impreso por Roque Rico de Miranda, 1680.

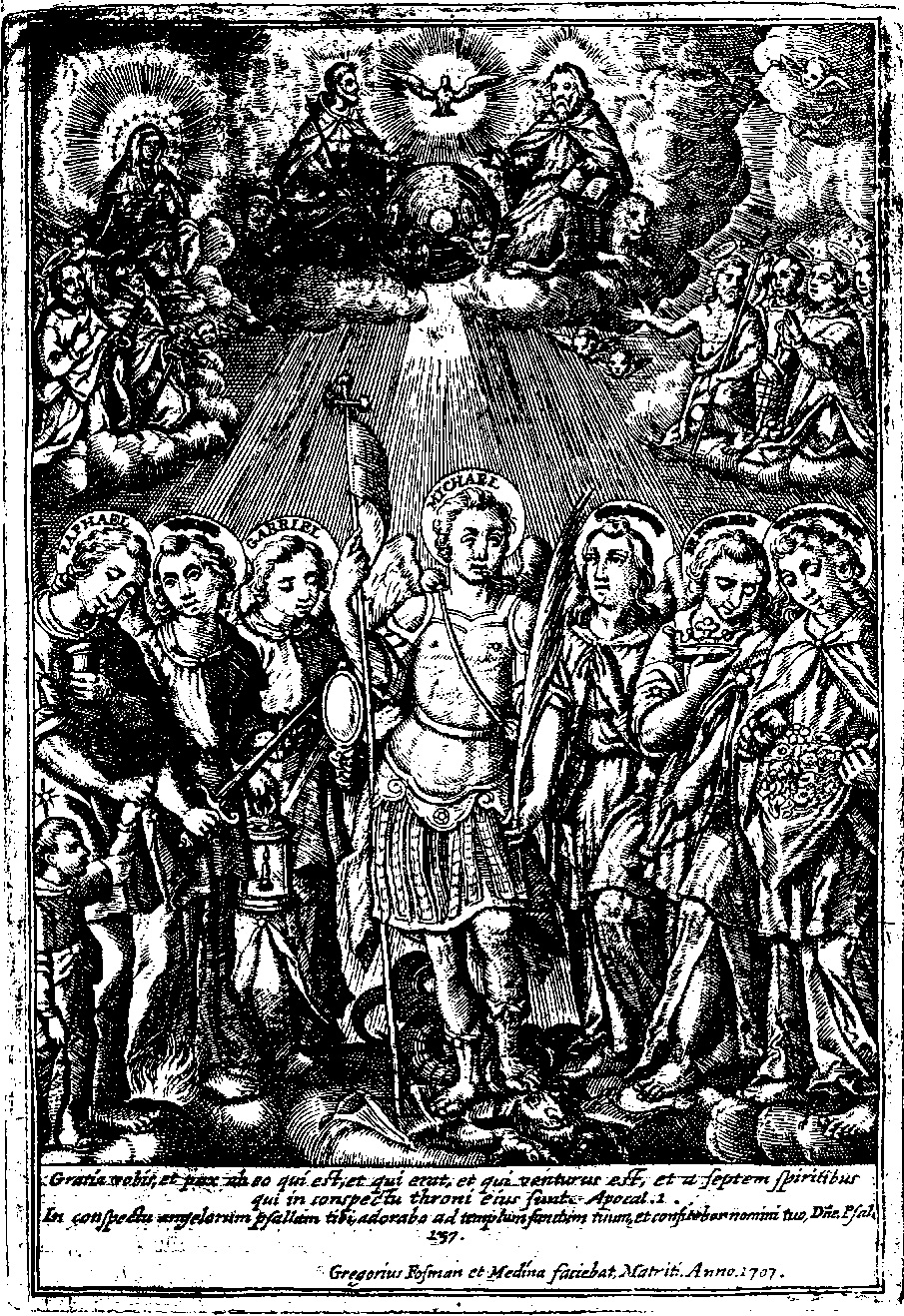
Portada calcográfica de Los siete príncipes de los ángeles de Andrés Serrano, firmado en Madrid, 1707, con los nombres de los cuatro arcángeles no canónicos tachados en el ejemplar de la Biblioteca Nacional de España.

Gregorio Fosman y Medina (Madrid, c. 1635-1714) fue un calcógrafo español.

## Biografía
Hijo de Juan Fosman, de quien se desconoce oficio, y de Ángela Benita de Medina, nació en Madrid, aunque Ceán Bermúdez le suponía flamenco, y así lo hizo constar en algunas de sus obras a partir de 1672, como en la portada grabada de los Annales del Reyno de Navarra del padre José de Moret, Pamplona, 1684, con los santos Fermín y Francisco Javier sosteniendo el escudo de Navarra, angelotes y trofeos de guerra, estampa firmada «Gregorius Fosman Matritensis delineabit et sculpsit, Matriti, 1684». Anteriormente, en sus primeros grabados conocidos —la portada de la Vida del V. P. Camilo de Lelis, de Sancho Cicatelli, 1652— en su firma se leía «Forstman», forma que se supone fuese la original y propia de un apellido de ascendencia flamenca. Aprendiz de Pedro de Villafranca, en 1657 se casó con María Perret, hija de Pedro Perete y, como tal, nieta de Pedro Perret e hijastra de Villafranca. Tras el matrimonio, el antiguo discípulo continuó ligado a su suegro político con lazos familiares —una hija de Villafranca será madrina de bautizo del primogénito de Fosman— y profesionales: en 1659, titulándose pintor, firmó como testigo del contrato acordado entre el convento de San Felipe el Real y Pedro de Villafranca para la erección del altar efímero instalado en la gradas del convento con motivo de la canonización de santo Tomás de Villanueva, obra en la que es probable que también colaborase Fosman, como en las ilustraciones de las Obras del Ilustrísimo y Reverendísimo Señor Don Juan de Palafox y Mendoza, editadas en Madrid en ocho volúmenes entre 1659 y 1671, en cuyas ilustraciones se encuentran las firmas de ambos.
Su obra, abundante y variada a lo largo de su dilatada vida, tanto en estampas sueltas como en ilustraciones de libros, incluye planos topográficos, retratos y alegorías grabados a partir de dibujos propios o proporcionados por otros pintores, como Pedro Ruiz González, a quien corresponden los dibujos de una estampa dedicada a San Hermenegildo, impresa en Madrid en 1680, y de la portada de la Regula et Constitutiones de la Orden de la Merced, obra impresa en Zaragoza por Tomás Martínez, 1692; Matías de Torres, que proporcionó el dibujo para la estampa con el retrato de la infanta sor Margarita de la Cruz, hija del emperador Carlos V y monja profesa en el monasterio de las Descalzas Reales de Madrid (BN, Iconografía Hispana 737-5); Lucas Valdés, autor del diseño de la portada del segundo volumen de las obras de sor Juana Inés de la Cruz, impresas en Sevilla por Tomás López de Haro, con el retrato de la monja en medallón, o Juan Cano de Arévalo, a quien corresponde la invención del jeroglífico alegórico en honor de la reina María Luisa de Orleans, esposa de Carlos II, inserto en las Noticias historiales de la enfermedad, muerte, y exsequias de la esclarecida Reyna de las Españas Doña María Luisa de Orleans..., obra de Juan de Vera Tassis y Villarroel impresa en Madrid en 1690.
Son suyas también, por dibujo de Antonio Palomino, las tres láminas historiadas que ilustran la Vida, Virtudes y Milagros de San Julián, segundo Obispo de Cuenca (Madrid, Juan García Infanzón, 1692). Su autor, el padre Bartolomé Alcázar, respondió algo después a Juan Manuel Fernández Pacheco, marqués de Villena, que por medio de su representante en la corte buscaba grabador para su árbol genealógico, que contaba con el sujeto idóneo,  

que lo executaría muy bien, pero que sería muy costoso porque cada lámina que él hizo avrir para el libro de la vida de San Julián le costó quinientos Reales y es de mayor dificultad y trabajo el avrir letras porque en figura grande admite, o disimula más algún defecto, y en la letra es más reparable qualquier error.

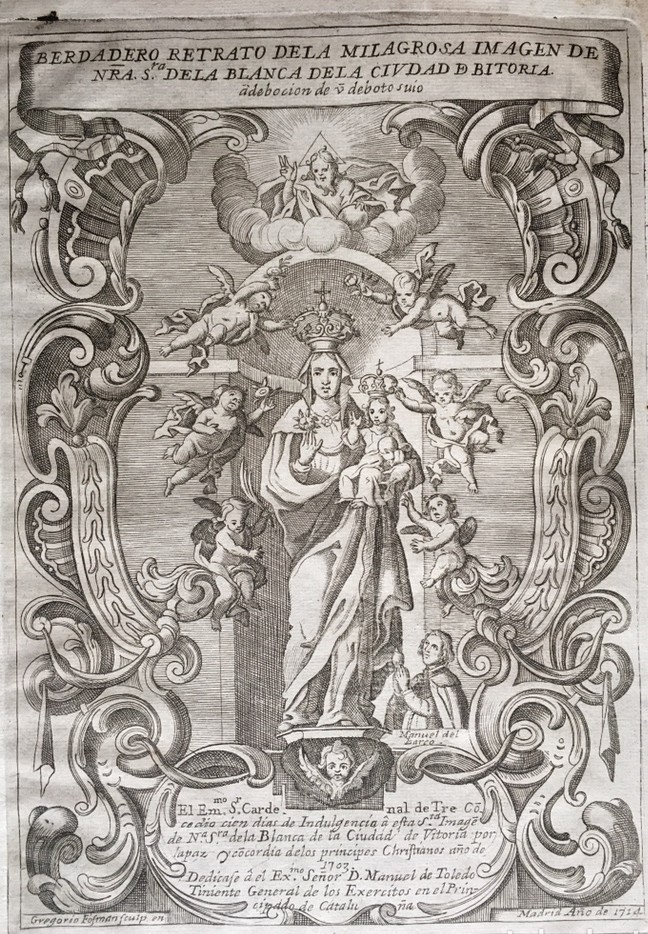
Verdadero retrato de la milagrosa imagen de Nuestra Señora de la Blanca de la ciudad de Vitoria, Madrid, 1714. Vitoria, Cofradía de la Virgen Blanca.

Posiblemente el grabado más conocido y comentado de Gregorio Fosman sea el Auto de Fe en la Plaza Mayor de Madrid (1680), con el que se ilustra la Relación histórica del auto general de fe que se celebró en Madrid este año de 1680 de José del Olmo, arquitecto del tablado y aderezo de la plaza para la ocasión. La mayor singularidad de este grabado, por lo demás excepcional por su tema, es que inspiró el cuadro homónimo de Francisco Rizi, de 1683. La lámina fue además reaprovechada para pintar al dorso una copia al óleo de La zingarella o Madonna del conejo de Correggio. La matriz de cobre original de Fosman fue adquirida por el Museo del Prado y presentada junto al cuadro de Rizi en 2018.
En 1693 redactó un primer testamento en el que dejaba por heredero a su único hijo sobreviviente, lector de Teología en el colegio de Clérigos Menores de Toledo, y en 1695 presentó «declaración de pobre» tras el fallecimiento de su esposa. El inventario de sus bienes, en realidad, aunque modestos no es indicativo de pobreza. En septiembre sufrió una nueva enfermedad, pero siguió trabajando, aunque a menor ritmo, hasta 1714, año en que fechó su último grabado conocido: el Verdadero retrato de la milagrosa imagen de Nuestra Señora de la Blanca de la ciudad de Vitoria situada en una hornacina en el pórtico de la iglesia de San Miguel Arcángel, encargo de su cofradía, que conserva la lámina de cobre fechada en Madrid. Según la documentación de la cofradía de ella se hicieron 1919 estampas costeadas por el cofrade Manuel del Barco que figura como donante al pie de la imagen.